# Julianne McNamara
 Julianne Lyn McNamara (ur. 11 października 1965 we Flushing w Nowym Jorku) – amerykańska gimnastyczka. Trzykrotna medalistka olimpijska z Los Angeles.
Zawody w 1984 były jej jedynymi igrzyskami, choć znajdowała się w składzie amerykańskiej reprezentacji przed IO 80. Pod nieobecność części sportowców z tzw. Bloku Wschodniego – w tym radzieckich gimnastyków – sięgnęła po złoto w ćwiczeniach na poręczach (ex aequo z Chinką Ma Yanhong) i wywalczyła srebro w ćwiczeniach wolnych oraz w drużynie. W 1981 była trzecia na mistrzostwach świata w ćwiczeniach na poręczach.